# 茅ヶ崎サザン芸術花火
茅ヶ崎サザン芸術花火（ちがさきサザンげいじゅつはなび）は、2018年から毎年10月に神奈川県茅ヶ崎市にあるサザンビーチちがさきで開催されている花火大会。

## 概要
茅ヶ崎市出身であるシンガーソングライターの桑田佳祐が率いるロックバンド「サザンオールスターズ」の楽曲と、日本最高峰と言われている花火をコラボレーションした花火大会である。
「音楽」と「花火」を掛け合わせた花火エンターテインメントの先駆けである『芸術花火』シリーズは、2011年に北海道札幌市モエレ沼公園で実施された『モエレサマーフェスティバルサマーフェスティバル』から始まり、2014年に同公園で実施された『モエレ沼芸術花火』（2024年からは北海道芸術花火）で『芸術花火』として確立した。そして、2018年にサザンがデビュー40周年を迎えたことを記念して『茅ヶ崎サザン芸術花火』は開催された。1組だけのアーティスト楽曲だけで構成される芸術花火は世界初となる。なお、桑田を含めサザンオールスターズのメンバーの出演はなく、サザンのプライベートレーベルである“タイシタレーベル”が楽曲協力という形で参加している。

## 沿革
2019年3月27日には、公式YouTubeチャンネルが開設され、当日にドローンにて撮影された映像が公開された。
2019年10月19日にも開催され、サザンオールスターズの楽曲に加えて桑田佳祐のソロ楽曲も披露された。
2020年度は新型コロナウイルス感染症の影響で開催の目途が立たない状態であったが、2020年の末に行ったサザンの無観客配信ライブのエンディングと2021年に開催された桑田の全国ツアー『LIVE TOUR 2021「BIG MOUTH, NO GUTS!!」』の宮城公演で、本花火大会の実行委員会の協力のもとで花火を打ち上げるなど、関係性は続き、2022年には3度目となる本花火大会が開催された。
2024年度は防波堤の工事が同年9月から翌年3月まで行われた関係で実施されなかった。2025年には2年ぶりに開催されるが、こちらも漁港の工事の関係で6月7日に時期が変更されている。
来場者数
- 2018年：3.5万人[9]
- 2019年：3.6万人[1]
- 2022年：3.7万人[6]
- 2023年：3.7万人[10]
- 2025年：4万人[11]

## 披露曲
- カッコ内は初版発売年。
- アーティスト名がない楽曲はサザン名義で発売された楽曲である。

### 2018年
- 2018年10月27日開催。

1. 壮年JUMP（2018年）
2. 希望の轍（1990年）
3. 真夏の果実（1990年）
4. そんなヒロシに騙されて（1983年）
5. いとしのエリー（1979年）
6. LOVE AFFAIR 〜秘密のデート（1998年）
7. SEA SIDE WOMAN BLUES（1997年）
8. 東京VICTORY（2014年）
9. TSUNAMI（2000年）
10. 勝手にシンドバッド（1978年）
11. HOTEL PACIFIC（2000年）
12. みんなのうた（1988年）
13. 蛍（2013年）

### 2019年
- 2019年10月19日開催。
- 出典：[12]

1. 東京VICTORY（2014年）
2. 波乗りジョニー / 桑田佳祐（2001年）
3. 涙のキッス（1992年）
4. 神の島遥か国（2005年）
5. メロディ (Melody)（1985年）
6. 鎌倉物語（1985年）
7. 栄光の男（2013年）
8. スキップ・ビート (SKIPPED BEAT) / KUWATA BAND（1986年）
9. あなただけを 〜Summer Heartbreak〜（1995年）
10. MY LITTLE HOMETOWN / 桑田佳祐（2007年）
11. マンピーのG★SPOT（1995年）
12. 祭りのあと / 桑田佳祐（1994年）
13. 愛はスローにちょっとずつ（2019年）

### 2022年
- 2022年10月22日開催。
- 出典：[6]

1. 希望の轍（1990年）
2. 炎の聖歌隊 ［Choir］ / 桑田佳祐（2021年）
3. 涙のアベニュー（1980年）
4. 栄光の男（2013年）
5. 時代遅れのRock'n'Roll Band / 桑田佳祐 feat. 佐野元春, 世良公則, Char, 野口五郎（2022年）
6. 明日晴れるかな / 桑田佳祐（2007年）
7. 鎌倉 On The Beach / 原由子（2022年）
8. Soulコブラツイスト〜魂の悶絶 / 桑田佳祐（2021年）
9. SMILE〜晴れ渡る空のように〜 / 桑田佳祐（2021年）
10. イエローマン 〜星の王子様〜（1999年）
11. 勝手にシンドバッド（1978年）
12. 真夏の果実（1990年）
13. Ya Ya (あの時代を忘れない)（1982年）

### 2023年
- 2023年10月21日開催。
- 出典：[10]

1. ピースとハイライト（2013年）
2. 涙の海で抱かれたい 〜SEA OF LOVE〜（2003年）
3. 栞のテーマ（1981年）
4. マンピーのG★SPOT（1995年）
5. 歌えニッポンの空（2023年）
6. いとしのエリー（1979年）
7. 盆ギリ恋歌（2023年）
8. 鎌倉物語（1985年）
9. 愛の言霊 〜Spiritual Message〜（1996年）
10. TSUNAMI（2000年）
11. 勝手にシンドバッド（1978年）
12. 希望の轍（1990年）
13. Relay〜杜の詩（2023年）

### 2025年
- 2025年6月7日開催。
- 出典：[11]

1. ジャンヌ・ダルクによろしく（2024年）
2. YOU（1990年）
3. 太陽は罪な奴（1996年）
4. 史上最恐のモンスター（2025年）
5. 神様からの贈り物（2025年）
6. 忘れられた Big Wave（1990年）
7. 夢の宇宙旅行（2025年）
8. 風のタイムマシンにのって（2025年）
9. 希望の轍（1990年）
10. 恋のブギウギナイト（2024年）
11. マンピーのG★SPOT（1995年）
12. 東京VICTORY（2014年）
13. 慕情（1992年）